# 運命のカード
『運命のカード』（原題：Turn of the Cards）は、イギリスのプログレッシブ・ロック・バンド、ルネッサンスが1974年に発表した5作目のスタジオ・アルバム。アニー・ハズラム加入後としては3作目に当たる。

## 背景
「わたしには解からない」は、元メンバーのジム・マッカーティがソングライティングに貢献した曲の一つで、マッカーティがマイケル・ダンフォードと共作したのは、この曲だけである。「冷たい世界」は「アルビノーニのアダージョ」を翻案した曲で、本作のクレジットでは「Thanks to Albinoni for Cold is Being」と記載されているが、同曲は実際にはアルビノーニでなくレモ・ジャゾットが20世紀に作った曲と考えられている。「母なるロシア」は、アレクサンドル・ソルジェニーツィンを題材とした曲である。
表ジャケットに登場するタロット・カードはジョー・ペタグノがデザインし、ジャケット全体のデザインおよび写真撮影はヒプノシスが担当した。裏ジャケットではカードの部分にメンバーのポートレートが嵌め込まれているが、アニー・ハズラムの顔の大きさが異なる2種類のヴァージョンが存在する。

## 反響・評価
アメリカでは21週Billboard 200入りし、1974年11月2日に最高94位を記録した。Bruce Ederはオールミュージックにおいて5点満点中4.5点を付け「前の成功作『燃ゆる灰』にも匹敵する作品で、前作と同様に印象的なパフォーマンスや曲作りに、音楽的な新機軸も幾分加味された。本作の曲はロック色が強まっており、以前のアルバムに見られたフォークからの影響は後退した」と評している。

## 収録曲
特記なき楽曲はベティ・サッチャーとマイケル・ダンフォードの共作。
1. 孤独の旅路 "Running Hard" (Betty Thatcher, Michael Dunford / Solo Opening by Jehan Alain) – 9:37
2. 君を想う "I Think of You" – 3:08
3. わたしには解からない "Things I Don't Understand" (Jim McCarty, M. Dunford) – 9:32
4. 黒い炎 "Black Flame" – 6:29
5. 冷たい世界（アルビノーニのアダージョ） "Cold Is Being" (B. Thatcher, M. Dunford, Albinoni) – 3:04
6. 母なるロシア "Mother Russia" – 9:19

## 参加ミュージシャン
- アニー・ハズラム - ボーカル
- マイケル・ダンフォード - アコースティック・ギター、バッキング・ボーカル
- ジョン・タウト - キーボード、バッキング・ボーカル
- ジョン・キャンプ - エレクトリックベース、バッキング・ボーカル
- テレンス・サリヴァン - ドラムス、パーカッション、バッキング・ボーカル

アディショナル・ミュージシャン
- ジミー・ホロヴィッツ - オーケストラ・アレンジ